# Portal del Carro
El Portal del Carro és una obra de Tarragona protegida com a Bé Cultural d'Interès Local.

## Descripció
Aquest carrer sense sortida, anomenat Portal del Carro, deu el seu nom a una antiga porta que estava tapada en època medieval i que va ser ampliada per poder passar els carros de la població de la ciutat. Al segle xiv té tanta importància aquest portal que li quedarà el nom de Portal del Carro. En aquell moment el portal es considerava "porta santa", ja que es deia que per aquella porta havia sortit Sant Magí i la gent no estava massa d'acord en utilitzar-la. Ell 1369 és tapiada davant el perill de guerra.